# CV Serpentis
CV Serpentis eller HD 168206, är en dubbelstjärna belägen i den södra delen av stjärnbilden Ormen. Den har en kombinerad genomsnittlig skenbar magnitud av ca 9,08 och kräver ett teleskop för att kunna observeras. Baserat på parallax enligt Gaia Data Release 3 på ca 0,49 mas, beräknas den befinna sig på ett avstånd på ca 6 700 ljusår (2 040 parsek) från solen. Den rör sig bort från solen med en heliocentrisk radialhastighet på ca 17 km/s. Stjärnan ingår i rörelsegruppen Serpens OB2 av stjärnor med gemensam egenrörelse.

## Observation
År 1892 visade sig denna stjärna vara ett objekt av intresse baserat på fotografier av dess säregna stjärnspektra tagna vid Boyden Station i Arequipa, Peru. Det fastställdes att det var en Wolf-Rayet-stjärna (WR) av koltyp och 1945 befanns den av W. A. Hiltner vara en spektroskopisk dubbelstjärna. Systemet rapporterades av S. Gaposchkin, 1949, vara en förmörkelsevariabel, med en minskning av ljusstyrkan på 0,14 magnitud under den första förmörkelsen och 0,08 i den andra. R. M. Hjellming och W. A. Hiltner, 1963, mätte en mycket djupare primärförmörkelse med en minskning på omkring 0,55 magnitud, medan K. Stępień, 1970, ej såg bevis för förmörkelse. L. V. Kuhi och F. Schweizer bekräftade det sistnämnda resultatet och antog att det är resultatet av ett förändrat Wolf-Rayet-hölje.

## Egenskaper
Primärstjärnan i CV Serpentis är en blå WR-stjärna av spektralklass WC8d. Den har en massa som är lika med ca 12 solmassor och utsänder energi från dess fotosfär motsvarande ca 24 000 gånger solen vid en effektiv temperatur av ca 44 500 K.
Följeslagaren i CV Serpentis är en blå OB-stjärna, som har en massa som är lika med ca 33 solmassor och utsänder energi från dess fotosfär motsvarande ca 64 750 gånger solen vid en effektiv temperatur av ca 27 600 K.

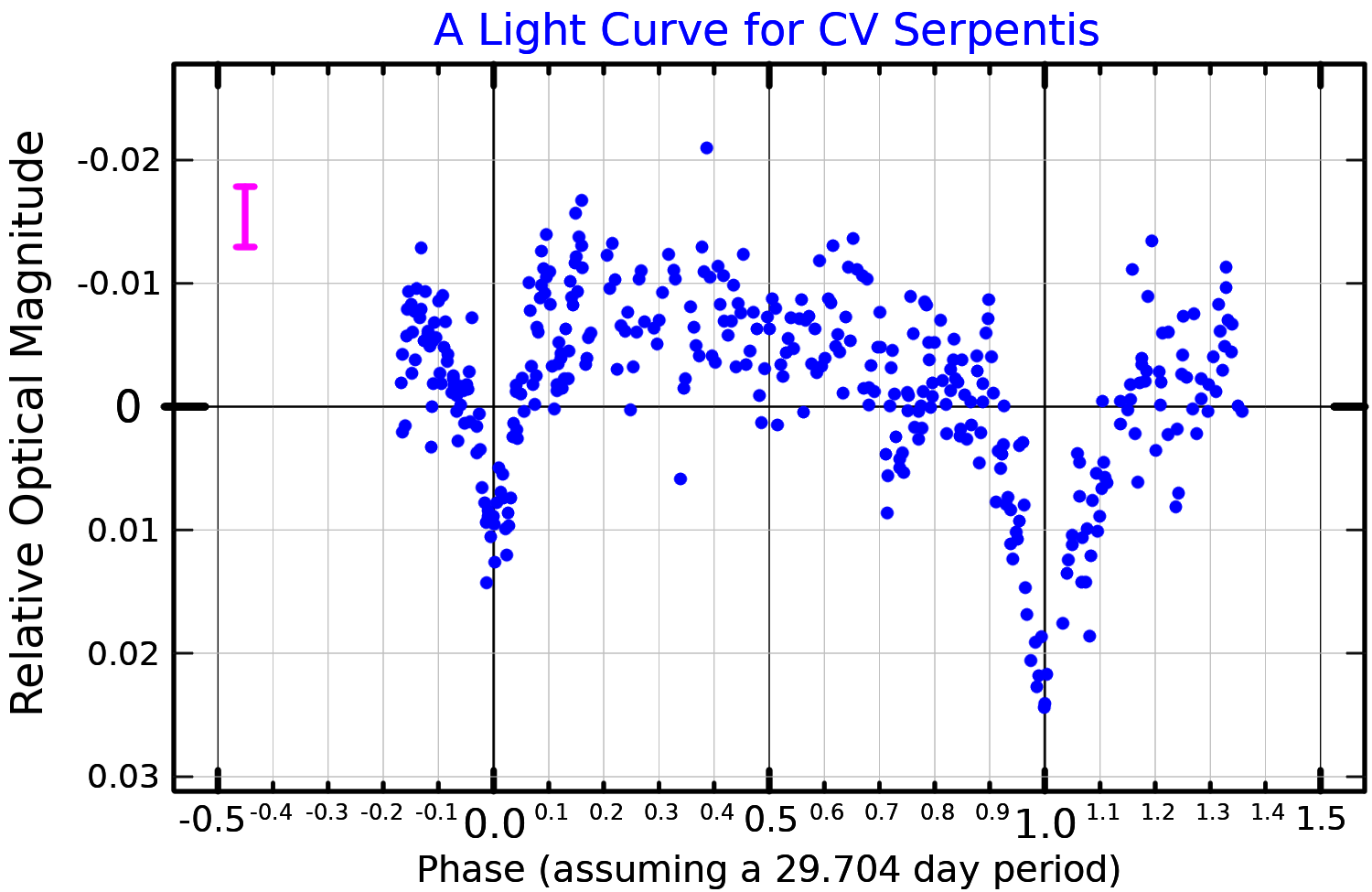
Ljuskurva i synliga bandet från för CV Serpentis, plottad från David-Uraz et al. (2012).

CV Serpentis är en fristående förmörkande dubbelstjärna med en omloppsperiod på 29,7 dygn. Den är ett dubbelsidig spektroskopisk dubbelstjärna i en nästan cirkulär bana, vilket betyder att spektrum för båda komponenterna är observerbara. Ett nebulöst dubbelskal centrerat kring CV Serpentis upptäcktes 1984 och spänner över vinkeldiametrar på 4 och 9 bågminuter. Den diffusa yttre ringen är ofullständig och spänner över en radie på 5,4 parsek på ett ungefärligt avstånd av två kiloparsek. Variationer i systemets ljuskurva kunde fortsatt observeras, vilket tyder på förändringar i utflödet från Wolf-Rayet-stjärnan. En emissionsfunktion i systemets spektrum tolkades som ett område mellan de två stjärnorna där deras stjärnvindar kolliderar, och bildar ett chockområde av plasma.
Speckleinterferometri har hittat en följeslagare separerad med 1,16 bågsekund från det ljusstarka primärparet och åtta magnituder svagare. Den projicerade separationen på 2 200 AE är mycket större än den maximalt möjliga 129 AE-separationen för paret Wolf-Rayet och OB. Om den visar sig vara på samma avstånd som det ljusstarka spektroskopiska paret, skulle det sannolikt vara en huvudseriestjärna av spektraltyp F i en omloppsbana med en period på cirka 100 000 år och den ljussvagaste kända följeslagaren till någon WR-stjärna med en ljusstyrka på 5 gånger solens.